# Foxrock
Foxrock (en irlandais Carraig an tSionnaigh) est une ville du sud de l'agglomération de Dublin situé dans le Comté de Dun Laoghaire-Rathdown et dans la province de Leinster.
Il s’agit d’un ancien village rattaché à la ville lors de l’expansion de l’agglomération. Ce village a longtemps été le seul village d’Irlande sans pub.
Foxrock est aujourd’hui une banlieue résidentielle de Dublin, sans centre-ville véritable, organisée en lotissements. On y trouve un très grand nombre d’écoles primaires. C’est également le lieu où s’est installée l’École franco-irlandaise.

## Histoire
La banlieue de Foxrock a été développée par William et John Bentley ainsi que Edward et Anthony Fox, qui, en 1859, ont loué les terres du domaine de Foxrock à l'Archevêque de Dublin (Église d'Irlande), avec l'objectif de créer un quartier résidentiel pour gens aisés.
Le développement a été facilité par l'existence de la ligne de chemin de fer de la rue Harcourt, construite en 1854, qui mettait la ville de Dublin à distance de navettage. Les développeurs ont fait don d'un site à la Dublin Wicklow and Wexford Railway Company pour la construction de la gare de Foxrock qui a ouvert ses portes en 1861. En 1862, l'annonce suivante a été placée dans  The Irish Times :
 Beaux chantiers de construction pour hôtels particuliers et jolies villas - Foxrock estate. Les améliorations récemment apportées à cette propriété, et toujours en cours, ainsi que ses attraits naturels rendent ces sites sans égal pour les résidences de banlieue. Le paysage (vert et montagne) de Brighton Road qui vient de s'achever, menant de l'hôtel de la station Foxrock à Carrickmines, est magnifique. Le terrain, vallonné, offre des positions parfaitement abritées sur Torquay Road, à la gare de Stillorgan et Foxrock, ainsi qu'à d'autres surélevées et plus attrayantes. Les loyers requis sont extrêmement modérés : des baux de 900 ans sont accordés. Les briques, pierres, chaux et sable du domaine sont vendus à prix réduit aux locataires. Des navettes et des omnibus circulent régulièrement entre la gare de Foxrock et Kingstown. Tarifs : 3 pence et 4 pence. Il y a des magasins bon marché et excellents à Foxrock. L'abonnement ferroviaire est de seulement 7 £ par an. Postulez chez W.W. Bentley, Foxrock ou Bentley and Son, 110 College Green. 

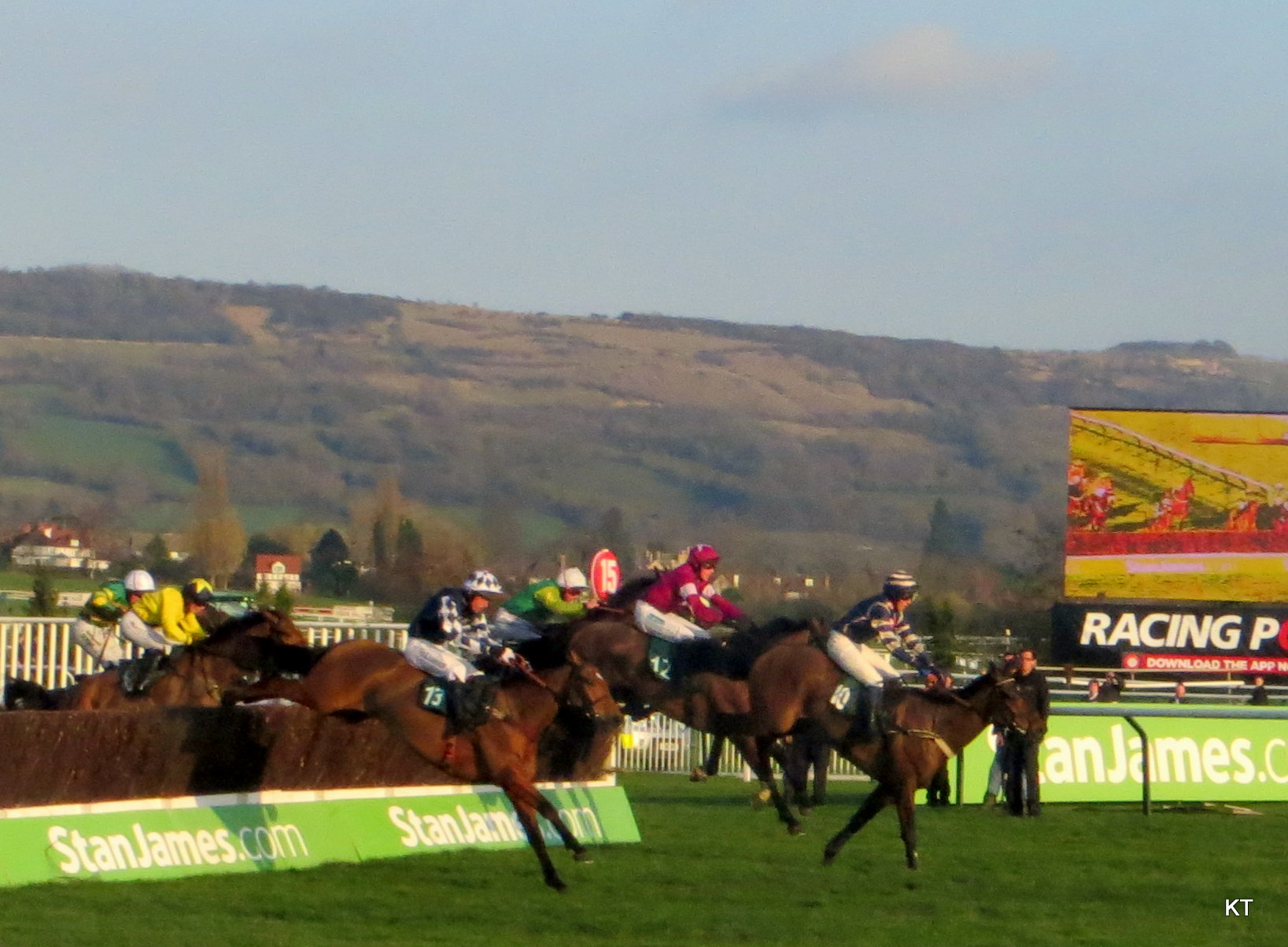
L'hippodrome.

L'hippodrome Leopardstown Racecourse a été achevé en 1888. C'est le seul hippodrome subsistant dans la grande région métropolitaine.
Le club de golf a ouvert ses portes en 1898.

## Démographie
Foxrock comptait 11 756 habitants lors du recensement de 2002.

## Personnalités
- Samuel Beckett, l'écrivain y est né en 1906 et y a grandi à Cooldrinagh, sur Kerrymount Ave.
- Eliza Wigham (1820–1899), philanthrope et militante suffragiste y a vécu à la fin de sa vie.